# Лакайль (лунный кратер)
Кратер Лакайль (лат. La Caille) — большой древний ударный кратер в южной материковой части видимой стороны Луны. Название присвоено в честь французского астронома Никола Луи де Лакайля (1713—1762) и утверждено Международным астрономическим союзом в 1935 г. Образование кратера относится к донектарскому периоду.

## Описание кратера

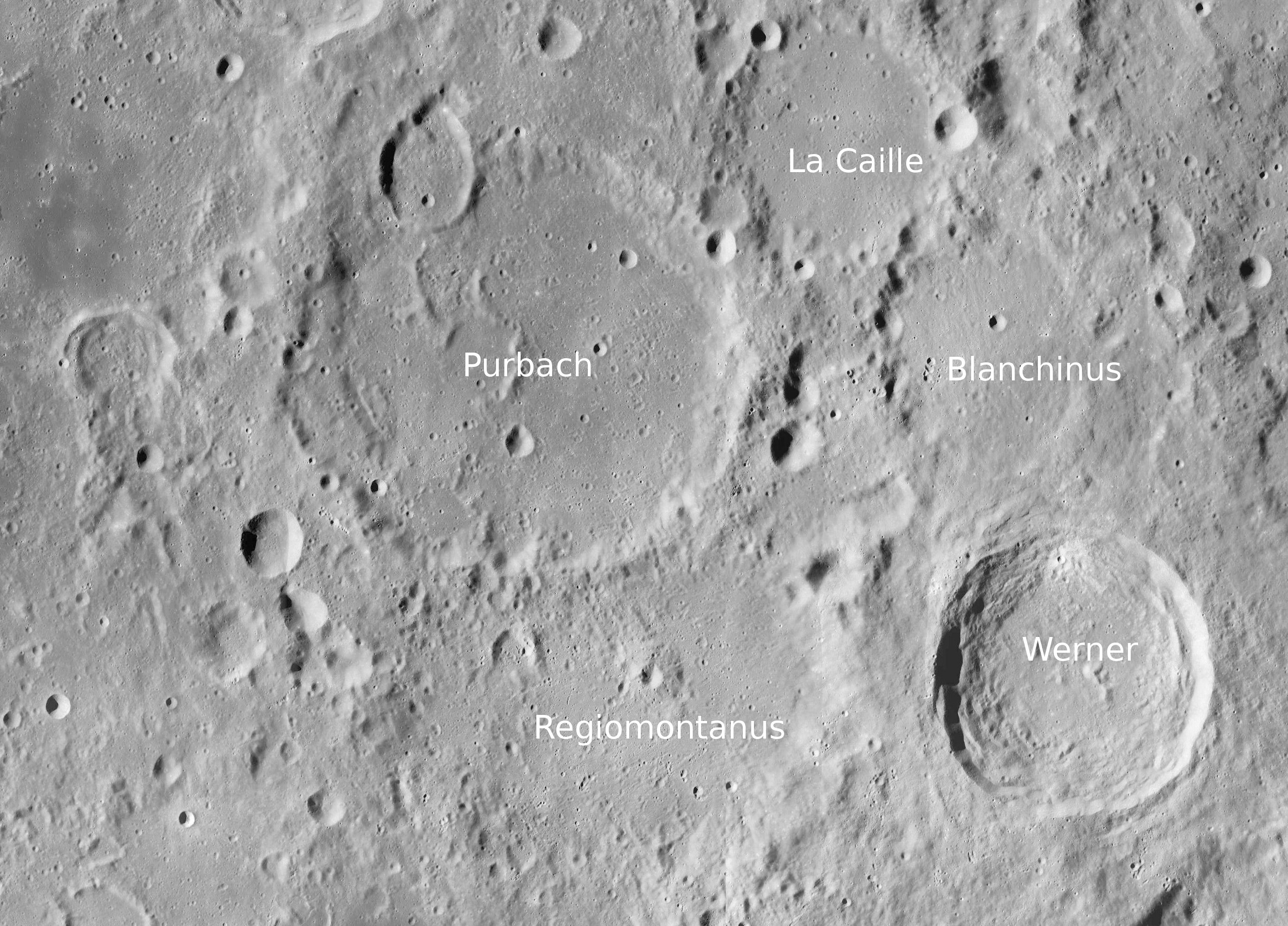
Окрестности кратера Лакайль. Снимок зонда Lunar Reconnaissance Orbiter.

Ближайшими соседями кратера являются кратер Табит на западе-северо-западе; кратер Арзахель на севере-северо-западе; кратер Делоне примыкающий к северо-восточной части кратера Лакайль; кратер Бланкин на юго-востоке и кратер Пурбах на юго-западе. Селенографические координаты центра кратера 23°41′ ю. ш. 1°05′ в. д. / 23,68° ю. ш. 1,08° в. д., диаметр 67,2 км, глубина 1,71 км.
Кратер Лакайль имеет полигональную форму и значительно разрушен за длительное время своего существования. Вал сглажен и перекрыт множеством кратеров различного размера из которых наиболее заметны чашеобразные сателлитные кратеры Лакайль D (см. ниже) в восточной части вала и Лакайль A в северо-западной части. Высота вала над окружающей местностью достигает 1260 м.  Дно чаши затоплено и выровнено лавой, не имеет приметных структур. Центральную и южную часть чаши пересекает светлый луч, вероятнее всего от кратер Тихо на юго-западе.

## Сателлитные кратеры

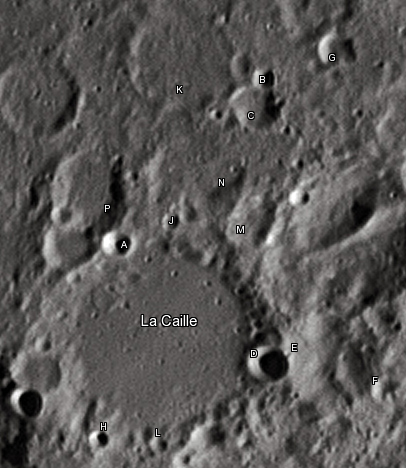
Снимок Девида Кемпбелла.

| Лакайль | Координаты                                          | Диаметр, км |
| ------- | --------------------------------------------------- | ----------- |
| A       | 22°52′ ю. ш. 0°24′ в. д. / 22,87° ю. ш. 0,4° в. д.  | 7,8         |
| B       | 20°58′ ю. ш. 1°22′ в. д. / 20,96° ю. ш. 1,37° в. д. | 6,0         |
| C       | 21°15′ ю. ш. 1°20′ в. д. / 21,25° ю. ш. 1,34° в. д. | 13,5        |
| D       | 23°38′ ю. ш. 2°11′ в. д. / 23,64° ю. ш. 2,19° в. д. | 11,1        |
| E       | 23°27′ ю. ш. 2°45′ в. д. / 23,45° ю. ш. 2,75° в. д. | 27,7        |
| F       | 23°36′ ю. ш. 3°23′ в. д. / 23,6° ю. ш. 3,39° в. д.  | 8,3         |
| G       | 20°31′ ю. ш. 1°58′ в. д. / 20,52° ю. ш. 1,97° в. д. | 10,2        |
| H       | 24°47′ ю. ш. 0°45′ в. д. / 24,79° ю. ш. 0,75° в. д. | 5,4         |
| J       | 22°32′ ю. ш. 0°52′ в. д. / 22,54° ю. ш. 0,86° в. д. | 4,5         |
| K       | 20°58′ ю. ш. 0°31′ в. д. / 20,97° ю. ш. 0,52° в. д. | 29,4        |
| L       | 24°41′ ю. ш. 1°22′ в. д. / 24,69° ю. ш. 1,37° в. д. | 5,0         |
| M       | 22°20′ ю. ш. 1°38′ в. д. / 22,34° ю. ш. 1,63° в. д. | 15,7        |
| N       | 21°58′ ю. ш. 1°16′ в. д. / 21,96° ю. ш. 1,27° в. д. | 11,2        |
| P       | 22°25′ ю. ш. 0°01′ в. д. / 22,41° ю. ш. 0,02° в. д. | 22,7        |

## См.также
- Список кратеров на Луне
- Лунный кратер
- Морфологический каталог кратеров Луны
- Планетная номенклатура
- Селенография
- Минералогия Луны
- Геология Луны
- Поздняя тяжёлая бомбардировка